# 朱季埱
楚康王朱季埱（1423年—1462年），明朝第四代楚王，莊王朱孟烷的庶第二子。他在正統二年（1437年）五月受封黔陽王，後於正統九年（1444年）晉封楚王。他在位十八年。天順六年（1462年）朱季埱去世，只有一个八个月大的庶子，不久也夭折，三年後以弟東安恭定王朱季塛之子朱均鈋入继嗣位，即楚靖王。但朱均鈋从未称康王为王考。

## 家庭

### 父
- 楚莊王朱孟烷

### 兄弟
- 庶長兄：楚憲王朱季堄
- 庶三弟：東安恭定王朱季塛
- 庶四弟：大冶悼僖王朱季堧

### 妻
- 謝氏，武昌府知事谢本女，正统元年（1436年）冊為黔阳王妃[1]
- 楊氏，教授杨莅女，正统九年（1444年）冊為楚王妃[2]
- 杜氏，南城兵马指挥杜贵女，正统十四年（1449年）冊為楚王妃[3]，成化十八年薨